# Étaples
Étaples – miejscowość i gmina we Francji, w regionie Hauts-de-France, w departamencie Pas-de-Calais.
Według danych na rok 1990 gminę zamieszkiwało 11 305 osób, a gęstość zaludnienia wynosiła 873 osób/km² (wśród 1549 gmin regionu Nord-Pas-de-Calais Étaples plasuje się na 68. miejscu pod względem liczby ludności, natomiast pod względem powierzchni na miejscu 179.).